# Amphixystis anchiala
Amphixystis anchiala är en fjärilsart som beskrevs av Edward Meyrick 1909. Amphixystis anchiala ingår i släktet Amphixystis och familjen äkta malar. Inga underarter finns listade i Catalogue of Life.